# Orif Alimov
Orif Alimovich Alimov (ros. Ариф Алимович Алимов, ur. 8 maja 1912 w Taszkencie, zm. 2 października 2005 tamże) – radziecki i uzbecki polityk, premier Uzbeckiej SRR w latach 1959-1961.

## Życiorys
W 1933 skończył Środkowoazjatycki Instytut Planowania i został ekonomistą w sowchozie w obwodzie andiżańskim, a w 1934 ekonomistą w Wydziale Obrachunku Gospodarki Rolniczej Uzbeckiej SRR. Od 1939 kierownik Wydziału Propagandy dzielnicowego, a wkrótce miejskiego komitetu Komsomołu w Taszkencie i równocześnie nauczyciel w technikum gospodarstwa rolnego w Taszkencie, w 1941 zastępca naczelnika Wydziału Obrachunku Gospodarki Rolniczej Uzbeckiej SRR, 1942-1943 I sekretarz miejskiego komitetu Komunistycznej Partii (bolszewików) Uzbekistanu (KP(b)U) w Kokandzie, od sierpnia 1943 do 5 marca 1945 ludowy komisarz bezpieczeństwa państwowego w Karakałpackiej ASRR w stopniu majora bezpieczeństwa państwowego, 1945-1946 II sekretarz obwodowego komitetu KP(b)U w Andiżanie, 1946-1948 w Namanganie, a 1948-1950 i ponownie 1957-1959 w Samarkandzie. 1950-1951 minister bawełny Uzbeckiej SRR, 1951-1952 I sekretarz obowodowego komitetu partyjnego w Bucharze, a 1952-1956 w Taszkencie. 1956-1957 sekretarz KC KP(b)U, od 16 marca 1959 do 27 września 1961 premier Uzbeckiej SRR. 1961-1969 naczelnik Wydziału Statystyki Finansowej Centralnego Urzędu Statystycznego ZSRR, 1969-1973 dyrektor tego urzędu, a 1973-1975 kierownik Wydziału Kadr. 1981-1984 minister gospodarki produkcyjnej Uzbeckiej SRR, następnie na emeryturze. Deputowany do Rady Najwyższej ZSRR od 3 do 5 kadencji.

## Odznaczenia
- Order Lenina (dwukrotnie - 16 stycznia 1950 i 11 stycznia 1957)
- Order Rewolucji Październikowej (4 marca 1980)
- Order Czerwonego Sztandaru Pracy (dwukrotnie)
- Order Wojny Ojczyźnianej I klasy
- Order Czerwonej Gwiazdy (6 lutego 1947)
- Order „Znak Honoru” (23 stycznia 1946)

I medale.